# 史學家謬誤
史學家謬誤（英語：historian's fallacy）是一種非形式謬誤，係假設過去的決策者對某個事件與現今持有相同的資訊和观察事件的视角，並且據此做分析與評論。将当今的观念（如道德标准）投射到过去并不属于史學家謬誤。这个想法最早由英国文学评论家马修·阿诺德在1880年提出，并在1970年由美国历史学家大卫·哈克特·费舍尔命名和定义。

## 概念
马修·阿诺德首次提出了评论家可能因为对后续事件的了解而对过去作品做出错误的解释。他在1880年的散文《诗歌研究》中写道：
一个国家的语言、思想和诗歌发展的过程非常有趣；通过将诗人的作品看作是这一发展过程中的一个阶段，我们很容易使其在诗歌中的重要性超过了实际情况，我们可能会在批评中使用一种非常夸张的语言，简言之，过高地评价它。因此，在我们的诗歌判断中，这种错误估计引起了一个我们称之为历史的谬误。
史學家謬誤的概念是由大卫·哈克特·费舍尔在1970年命名和概述的，他认为这类似于威廉·詹姆斯所提出的心理学家谬误。费舍尔并没有建议历史学家在工作中避免回顾性分析，但他提醒历史学家，他们的研究对象不能预见未来。作为一个例子，他引用了日本对珍珠港的突然袭击应该在美国可以预见的许多迹象的众所周知的争论。费舍尔称，这个论点忽视了罗伯塔·沃尔斯泰特的研究成果，后者表明除了对珍珠港的袭击之外，还有无数冲突的迹象表明其他可能性。只有事后，这些警告迹象才显得明显；指向其他可能的迹象往往会被遗忘。（参见后见之明偏误。）
在军事历史领域，历史学家有时会使用“战争迷雾技术”，以图避免历史学家谬误。在这种方法中，历史对象（如军事指挥官）的行动和决策主要根据当时他所了解的情况来评估，而不是根据他当时无法知道的未来发展。根据费舍尔的说法，这种技术由美国历史学家道格拉斯·索撒尔·弗里曼在他对罗伯特·E·李和乔治·华盛顿的有影响力传记中首创。